# Leichtathletik-Europameisterschaften 2010/Teilnehmer (Israel)
Israel meldete sechzehn Sportler, drei Frauen und dreizehn Männer, für die Leichtathletik-Europameisterschaften 2010 (27. Juli bis 1. August in Barcelona).
| Wettbewerb     | Männer | Frauen                                                   |
| -------------- | --- | -------------------------------------------------------- |
| 100 m          | Dmitriy Glushchenko (17. Platz) |                                                          |
| 200 m          | Dmitriy Glushchenko (23. Platz) |                                                          |
| 800 m          | Dastein Amrany (22. Platz) |                                                          |
| 5000 m         | Gezachw Yossef (20. Platz) |                                                          |
| 10.000 m       | Moges Tesseme (20. Platz) |                                                          |
| Marathon       | Asaf Bimro (nicht gestartet) Ayele Setegne (23. Platz) Dastaho Svnech (30. Platz) Brihun Weve (34. Platz) Zohar Zemiro (38. Platz) Wodage Zvadya (22. Platz) |                                                          |
| 100 m Hürden   | | Irina Lenskiy (23. Platz)                                |
| Hochsprung     | | Danielle Frenkel (12. Platz) Ma'ayan Fureman (26. Platz) |
| Stabhochsprung | Brian Mondschein (23. Platz) Yavgeniy Olhovsky (24. Platz)                                                                                                   |                                                          |
| Weitsprung     | Yochai Halevi (18. Platz) |                                                          |
| Dreisprung     | Yochai Halevi (11. Platz) |                                                          |